# آنجلا کارتر
آنجلا اولیو کارتر (۷ مه ۱۹۴۰ – ۱۶ فوریه ۱۹۹۲) که تحت نام آنجلا کارتر می‌نوشت، نویسنده رمان و داستان کوتاه و خبرنگار انگلیسی است که بیشتر بخاطر کارهایش در زمینه‌های فمینیسم، رئالیسم جادویی و رندنامه شناخته شده‌است. او را بیشتر بخاطر کتاب تالار خونین که در سال ۱۹۷۹ چاپ شد، بیاد می‌آورند. در سال ۲۰۰۸ روزنامه تایمز کارتر را در رده دهم ۵۰ نویسنده برتر بریتانیایی بعد از جنگ جهانی دوم قرار داد. در سال ۲۰۱۲ شب‌ها در سیرک به عنوان بهترین برنده ادوار جایزه یادبود جیمز تیت بلاک انتخاب شد.

## آثار

### رمان‌ها
- رقص سایه‌ها (۱۹۶۶)
- اسباب‌بازی فروشی جادویی (۱۹۶۷)
- تصورات متعدد (۱۹۶۸)
- قهرمانان و خائنان (۱۹۶۹)
- عشق (۱۹۷۱)
- ماشین امیال جهنمی دکتر هافمن (جنگ رویاها، ۱۹۷۲)
- شور آینده نو (۱۹۷۷)
- شب‌ها در سیرک (۱۹۸۴)
- بچه‌های عاقل (۱۹۹۱)

### مجموعه داستانهای کوتاه
- آتش‌بازی: نه قطعه کفرآمیز (۱۹۷۴)
- تالار خونین (۱۹۷۹)
- زنمرد (۱۹۸۳)
- ونوس سیاه (۱۹۸۵)
- اشباح آمریکایی و شگفتی‌های دنیای قدیم (۱۹۹۳)
- سوزاندن قایق‌های خود (۱۹۹۵)

### مجموعه اشعار
- پنج جارچی آرام (۱۹۶۶)
- تکشاخ (۱۹۶۶)